# Седжо (ван Чосона)
Седжо (кор. 세조, 世祖, Sejo, 2 ноября 1417 — 23 сентября 1468) — 7-й ван корейского государства Чосон, правивший в 1455—1468 годах. Имя — Ю (кор. 유, 瑈, Yu). Второе имя — Суджи (кор. 수지, 粹之, Suji). Он был сыном вана Сечжона, братом вана Мунджона, и дядей вана Танджона, против которого он совершил государственный переворот, после которого стал ваном в 1455 году.

## Биография

### Ранние годы
Седжо, второй сын вана Седжона Великого, родился в 1417 году и был назван Ли Ю (이유). Он проявил большие способности в стрельбе из лука, верховой езде и боевых искусствах, а также в музыке, например, игре на каягыме. Он также был блестящим полководцем, хотя сам никогда не отправлялся на фронт. В 1428 году он стал великим принцем и получил имя Суян (수양대군, 首陽大君, Суян-тэгун), под которым он более известен.
После смерти короля Седжона, на престол вступил брат Суяна Mунджон, но вскоре умер. Корона перешла к его 12-летнему сыну Танджону. Новый император был слишком молод, чтобы править страной, поэтому на деле всем заправлял главный государственный советник Хванбо Ин (황보인) и генерал Ким Чжонсо (김종서), который был левым государственным советником. Когда Ким Чжонсо и его фракция обратили свою власть против членов королевской семьи, напряжённость между Кимом и Суяном усилилась; не только сам Суян, но и его младший брат, великий принц Анпхён, искали возможность подчинить себе королевство.
Суян окружил себя верными союзниками, включая своего знаменитого советника Хан Мёнхи (한명회). Хан посоветовал Суяну совершить переворот, и 10 ноября (10-й день 10-го лунного месяца) 1453 года Суян убил Кима Чжонсо и его приспешников, тем самым захватив власть. После переворота он арестовал своего собственного брата Анпхёна и отправил его в ссылку на остров Канхвадо, где тот вскоре был отравлен.

### Царствование
В 1455 году он заставил своего малолетнего племянника Танджона отречься от престола, объявив себя седьмым королем династии Чосон. В следующем году младший брат Суяна, Великий принц Кымсун, и шесть придворных ученых составили заговор с целью отстранения Суяна от власти и возведения на престол Танджона. Суян казнил шестерых придворных (позже вошедших в историографию как «шесть министров-мучеников»), а Танджона понизил до статуса принца и сослал в Йонволь. В сентябре 1457 года Кымсун предпринял ещё одну попытку возвести Танджона на трон, но Суян своевременно пресёк её, а Танджон вскоре скончался при невыясненных обстоятельствах.
Несмотря на убийства и казни, Суян показал себя одним из самых способных правителей и администраторов в истории Кореи. Во-первых, он укрепил монархию, ослабив власть Государственного совета и поставив его под свой контроль. Он также укрепил административную систему, которая была введена ваном Тхэджоном, что позволило правительству определять точную численность населения и эффективно мобилизовать войска. Он реорганизовал армию, которую разделил на пять округов — восточный, западный, южный, северный и центральный; в армию было набрано около миллиона человек. Как и Тхэджон, он был сторонником жёсткой линии во внешней политике и атаковал чжурчжэней на северной границе в 1460 и 1467 годах. Он также внес изменения в земельные законы для улучшения национальной экономики. Он поощрял перевод на корейский книг по истории, экономике, сельскому хозяйству и религии. В сфере искусств он отличился и тем, что ввёл корейскую музыку в дворцовые ритуалы, в которых до того использовалась только китайская.
Самым важным вкладом Седжо стало составление в 1460 году Национального свода законов, основополагающего юридического документа династии Чосон; он был опубликован через год после смерти вана. Он умер в 1468 году, и трон перешел к его сыну Йеджону.
Посмертные титулы — Хеджан-тэван, Инхё-тэван (полное посмертное имя — 세조 혜 장승 천체 도열 문영 무지 덕 융공 성신 명예 숙인 효 대왕, 世祖惠莊承天體道烈文英武至德隆功聖神明睿欽肅仁孝大王).

## Книги, составленные Седжо
Седжо составил несколько книг. Одна из них — Сокбосанчжоль (석보상절), биография Гаутамы Будды. Кроме того, он составил книги Воринсокпо 월인석보 (月印釋譜) и Ёктэ-пёнё 역대 병요 (歷代兵要).